# Naw Kham
Naw Kham (birmanisch နော်ခမ်း, Shan ၼေႃႇၶမ်း; * 8. November 1969 in Lashio, Shan-Staat, Myanmar; † 1. März 2013 in Kunming, Yunnan, Volksrepublik China) war ein myanmarischer Krimineller, der im Goldenen Dreieck aktiv war.
Er gehörte zum Gefolge von Khun Sa, welcher sich 1996 den burmesischen Behörden stellte. Daraufhin übernahm Naw die verbliebenen Kräfte, die sich dann Hawngleuk-Miliz nannte. Die Gruppe ließ sich in der Stadt Tachilek nieder, war im Mekong-Gebiet aktiv und erpresste Schutzgeld von den Schiffen, handelte mit Drogen und entführte Menschen. Obwohl es Versuche gab, ihn aus dem Verkehr zu ziehen, wurde er wahrscheinlich von myanmarischen Militärs und der lokalen Bevölkerung geschützt. Im Jahr 2011 ereignete sich das Mekongmassaker, bei dem 13 Chinesen zweier chinesischer Boote auf dem Mekong umkamen, da sie sich weigerten, Schutzgeld zu zahlen. Dies löste eine große internationale Suchaktion nach Naw aus, da man ihn des Mordes beschuldigte. China gab erstmals zu, Drohnen zu besitzen und in Betracht zu ziehen, diese im Ausland einzusetzen, um den Kriminellen zu finden. Er wurde in Laos verhaftet und nach China ausgeliefert, wo er von einem chinesischen Gericht zum Tode verurteilt wurde. Seine Hinrichtung wurde im chinesischen Fernsehen übertragen, was bei der myanmarischen Bevölkerung heftige Kritik auslöste.